# 六識
六識，佛教術語，識的分類法之一，為六種感官認知的功能，為眼識、耳識、鼻識、舌識、身識及意識六者的合稱，六識的集合稱為六識身，形成六識界。六識與六根、六塵，合稱為十八界。
若單立意識，則餘者稱五識。瑜伽行唯識學派則加上末那識與阿賴耶識，稱為八識。

## 概論
《雜阿含經》將識蘊分為六者，即六識。部派佛教，如說一切有部等，多以六識立說。
大乘經典中，如《般若波羅密多心經》、《大般若波羅蜜多經》只列出六識。
龍樹在《大智度論》中曾提出，佛說六識，意識所緣的諸法都是生滅法，如果存在「我法」的話，應該有第七識去識別它，但是沒有第七識存在，因此無我。清辨等中觀論師只立六識。現代佛教研究者，如印順等人，認為八識學說為大乘佛教後期才被提出。

## 分類
在十八界中，分為根、塵、識三組，其中眼識、耳識、鼻識、舌識、身識、意識等六者，合稱六識。
有些佛教部派認為意沒有實體，不立為根，去除意根，將其餘眼、耳、鼻、舌、身五者，合稱五根。與五根相對，則去除意識後，稱為五識。